# .700 Nitro Express
Die .700 Nitro Express ist eine der größten und leistungsstärksten Patronen für nichtmilitärische Langwaffen. Sie wird überwiegend für die Großwildjagd eingesetzt.

## Bezeichnung
Im deutschen Nationalen Waffenregister (NWR) wird die Patrone unter mehreren Katalognummern geführt (gebräuchliche Bezeichnungen in Fettdruck)
Katalognummer 747
- .700 NE 3″-1/2 (Hauptbezeichnung)

Katalognummer 2245
- .700 H&H NE (Hauptbezeichnung)
- .700 H&H Nitro Express 3″-1/2
- .700 Nitro Express 3″-1/2
- .700 Holland & Holland Nitro Express
- .700 NE 32-1/2
- .700 N.E.

Katalognummer 2246
- .700 NE 3″-1/4 (Hauptbezeichnung)
- .700 Nitro Express 3″-1/4

Bei der Einführung der Katalognummern sollten Mehrdeutigkeiten eigentlich ausgeschlossen werden, da alle möglichen Bezeichnungen unter einer Katalognummer zusammengefasst werden können.

## Technische Beschreibung

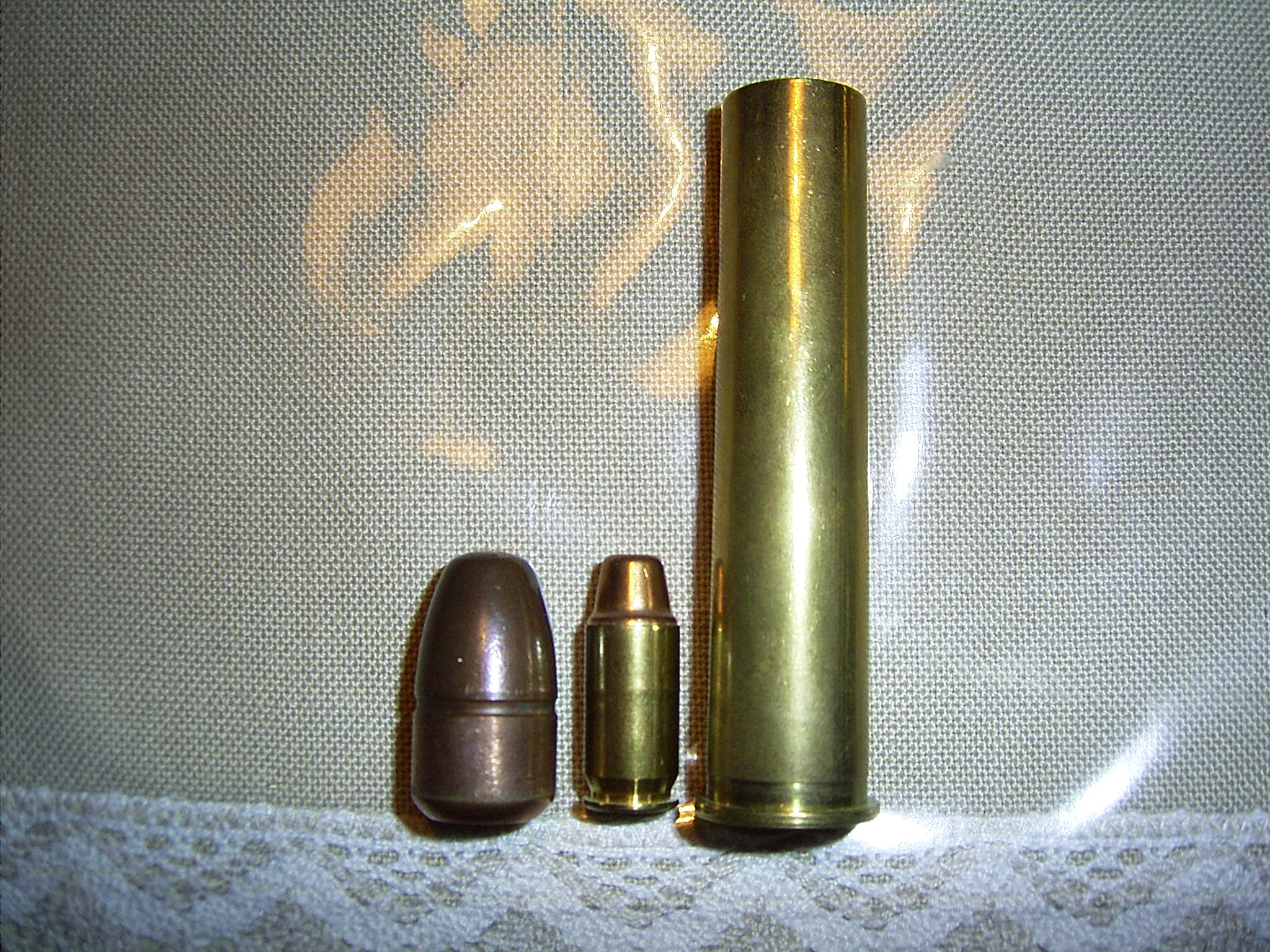
.700 Nitro Express neben einer .45 ACP (Mitte)

Die zylindrische, leicht konische Hülsenform der Patrone mit Rand ist an historische Schwarzpulverpatronen aus dem 19. Jahrhundert wie die .45-70 Government oder die Patrone .50-90 Sharps angelehnt. Im Vergleich dazu haben moderne Gewehrpatronen aus dem 21. Jahrhundert wie die .300 Winchester Short Magnum eine andere Form; sie sind durch eine ausgeprägte Schulter der Patrone zwischen Ladungsraum und Hülsenmund erkennbar. Die Treibladung der Patrone besteht aus Nitrozellulose-Pulver. Das Projektil ist mit 65 Gramm für Jagdmunition vergleichsweise sehr schwer. Die ballistische Leistungsfähigkeit der .700 Nitro Express liegt unterhalb der Patrone 12,7 × 99 mm NATO. Deshalb wird sie in der Regel für wesentlich kürzere Distanzen eingesetzt als die .50 BMG.

## Entwicklungsgeschichte
Die Patrone .700 Nitro Express wurde 1988 von Jim Bell und William Feldstein entwickelt und von Holland & Holland in London hergestellt. Feldstein hatte erfolglos versucht, H&H zu veranlassen, eine .600 Nitro Express zu produzieren. Als Bell und Feldstein die .700 NE-Patrone entwickelten, konnten sie das Interesse von Holland & Holland wecken, die nach einer neuen Patrone für die Großwildjagd suchten.

## Rezeption
Die Patrone wird wegen der für den Einsatzzweck zu schweren Waffen teilweise abgelehnt. Die Herstellung dieser Patronenmunition erfolgt hauptsächlich durch das Unternehmen Kynoch. Patronen der Firma A-Square sind nicht mehr erhältlich. Der Stückpreis der Patronen beträgt etwa 60 Euro und mehr.